# Agustín de Iturbide, Chiapas
Agustín de Iturbide är en ort i Mexiko.   Den ligger i kommunen Copainalá och delstaten Chiapas, i den sydöstra delen av landet, 700 km öster om huvudstaden Mexico City. Agustín de Iturbide ligger 880 meter över havet och antalet invånare är 403.
Terrängen runt Agustín de Iturbide är huvudsakligen kuperad, men åt sydost är den bergig. Terrängen runt Agustín de Iturbide sluttar västerut. Runt Agustín de Iturbide är det ganska tätbefolkat, med 58 invånare per kvadratkilometer. Närmaste större samhälle är Copainalá, 9,8 km söder om Agustín de Iturbide. I omgivningarna runt Agustín de Iturbide växer huvudsakligen savannskog.